# Museo de Silesia en Katowice

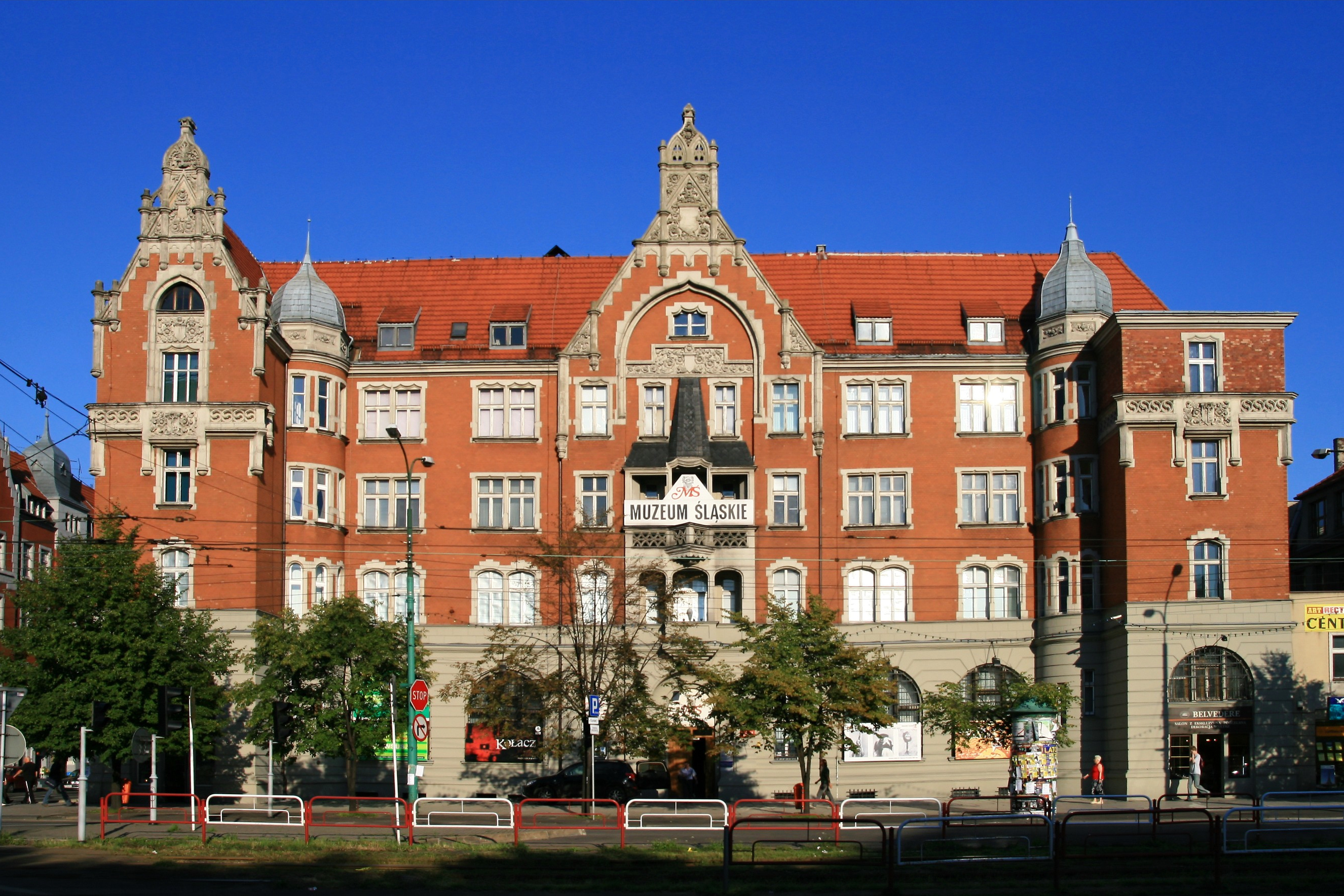
Grand Hotel campus, desde 2015 alberga las exposiciones provisionales

El Museo de Silesia (en polaco: Muzeum Śląskie) es un museo ubicado en la ciudad de Katowice, Polonia.

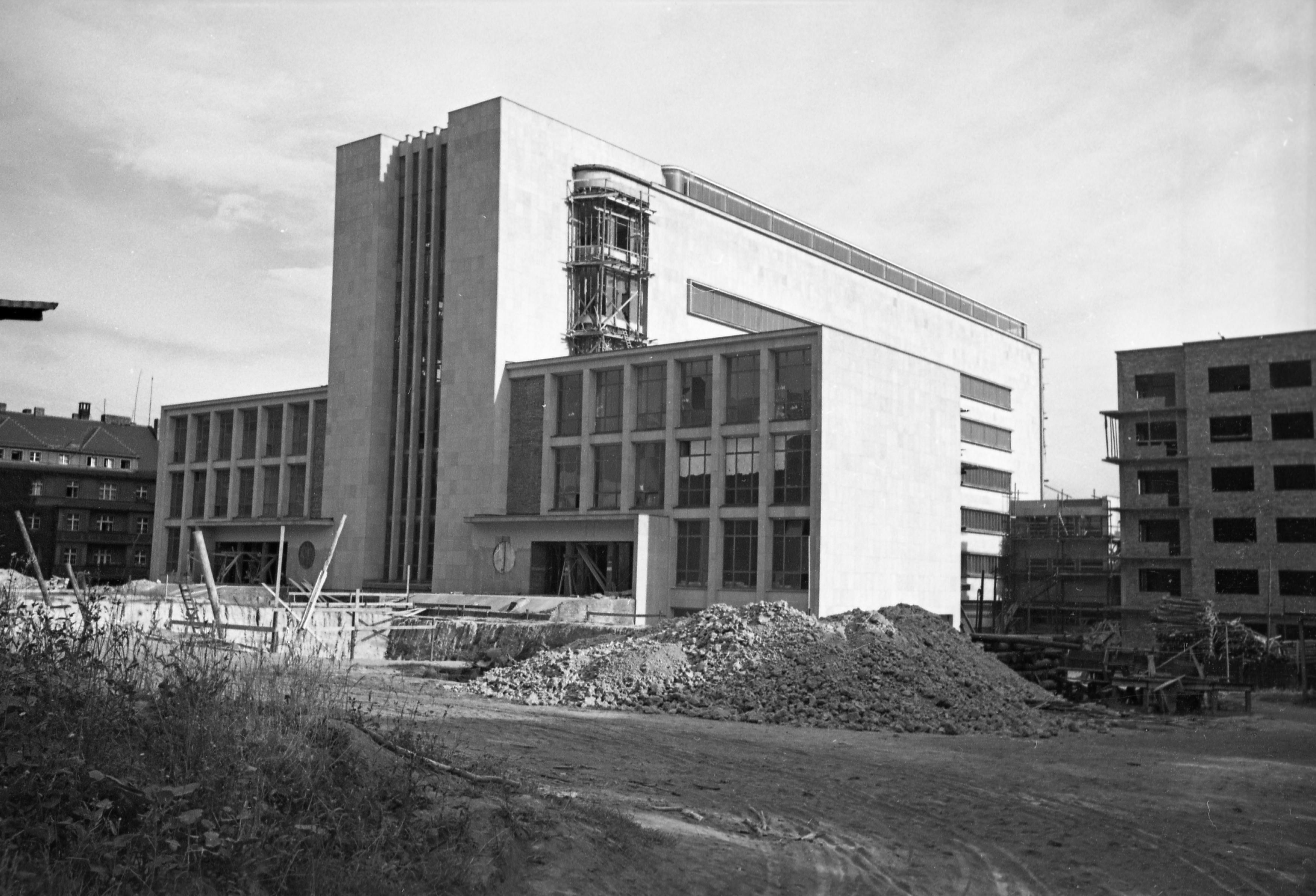
Edificio desaparecido del Museo de Silesia, cercano a la calle actual Henryk Dąbrowskiego 23 en Katowice

## Historia
El museo fue fundado en 1929 por el parlamento de Silesia, mientras la región se recuperaba de las revueltas de Silesia. En el periodo de entreguerras, el museo ya era uno de los museos más grandes en Polonia. Los nazis aun así llevaron a la colección a Bytom y destruyeron el edificio en 1940. En 1984 el museo fue restablecido en el Grand Hotel campus. En 2015 un nuevo campus fue abierto en el sitio donde llegó a estar la mina Katowice fundada por Carl Lazarus Henckel von Donnersmarck, donde se encuentra la principal área de exhibición, además incluye viejos edificios existentes.

## Colección

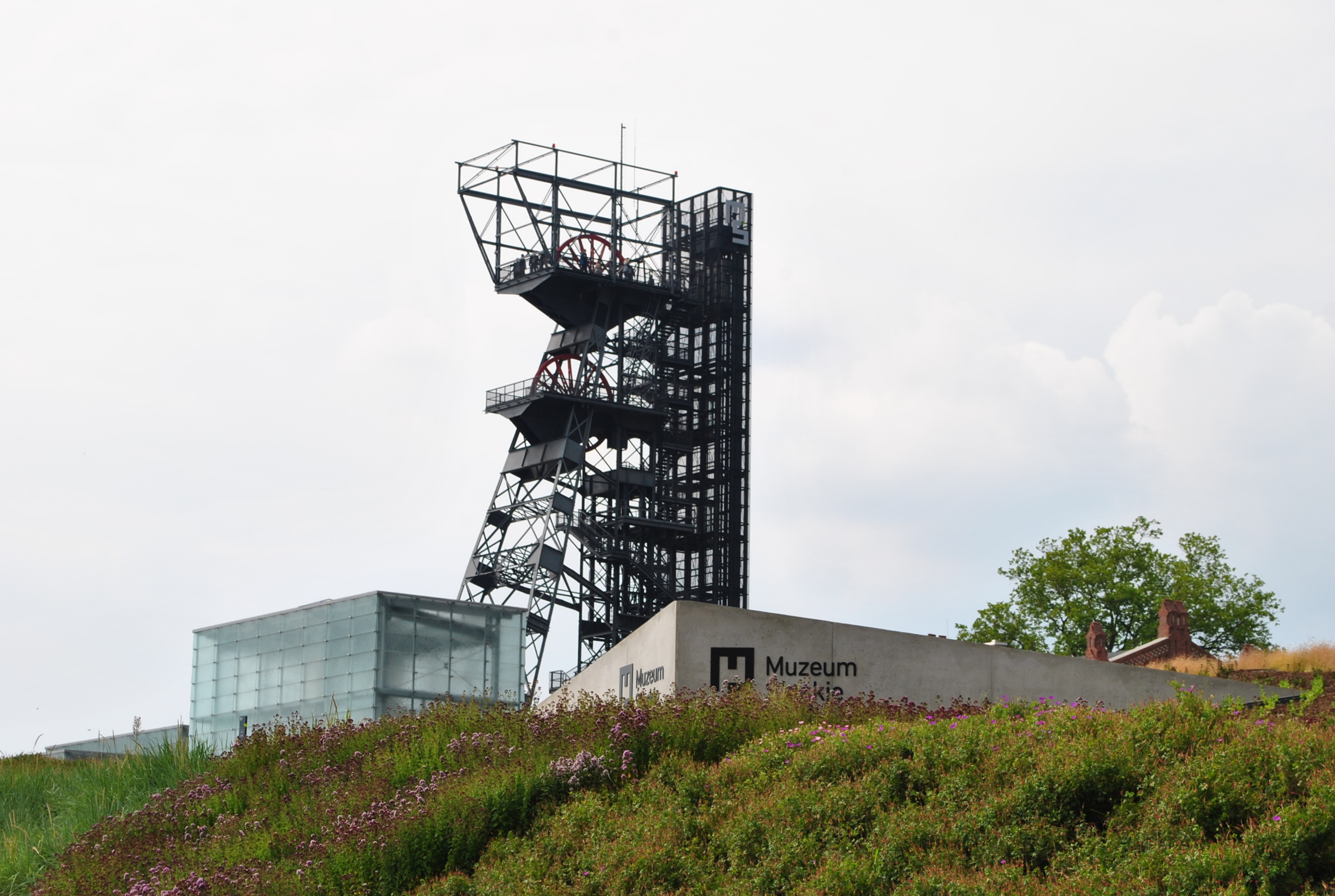
Pozo minero Warszawa, actualmente parte del Museo de Silesia

### Exposiciones permanentes
Los temas de las exposiciones permanentes son:
- La Alta Silesia a lo largo de la historia, presentado en polaco, inglés y también en alemán, y abordando temas como el patrimonio cultural alemán del área y su  relación con Alemania – temas tabú bajo el régimen Comunista.[3]
- El Arte polaco de 1800–1945
- Una Galería de Arte no profesional
- El arte polaco después de 1945
- El rastro de Tomek Wilmowski
- El arte sagrado
- La industria de Silesia
- Un laboratorio de espacio teatral
- La industria armamentística de Silesia entre los siglos XIX y XX

### Artistas en exhibición
Entre los trabajos de arte polaco destacan los retratos de Stanisław Wyspiańesquí, así como las pinturas de Olga Boznańska, Henryk Rodakowski, Jan Matejko, Józef Chełmońesquí, Aleksander Gierymski, Jacek Malczewski, Leon Wyczółkowski, Józef Pankiewicz, Władysław Podkowińesquí, y Jan Stanisławski. 
Otros artistas en exhibición de la colección original, regresada de Bytom, son:
| - Jan Cybis - Henryk Derczynski - Tadeusz Makowski - Józef Mehoffer | - Piotr Michałowski - Tymon Niesiolowski - Stanisław Witkiewicz - Witold Wojtkiewicz |

Artistas contemporáneos en la exhibición son: 
| - Edward Dwurnik - Adam Marczyńesquí - Andrzej Wróblewski - Tadeusz Kantor - Jerzy Nowosielski | - Władysław Hasior - Zdzisław Beksińesquí - Lech Majewski - Zbigniew Libera - Natalia LL |

## Galería

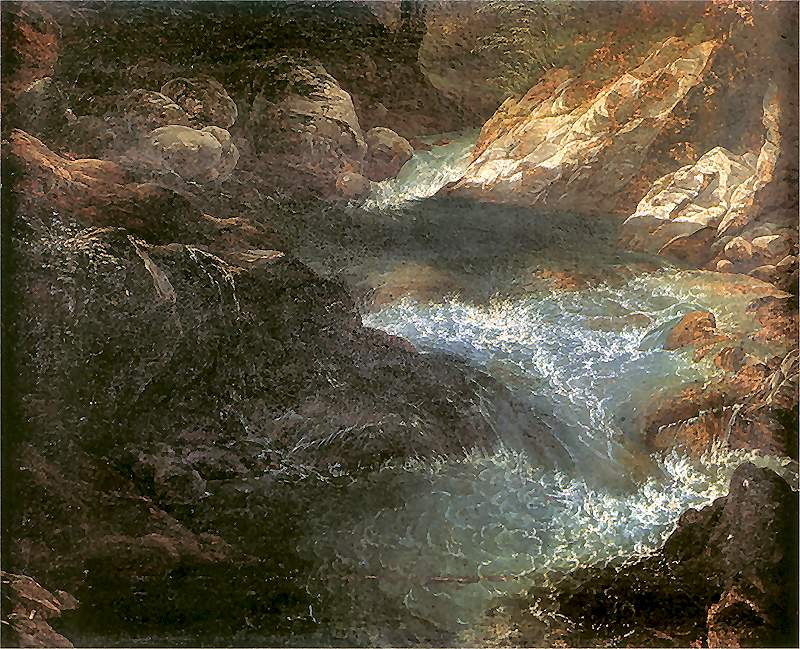
Arroyo de montaña, Jan Nepomucen Głowacki
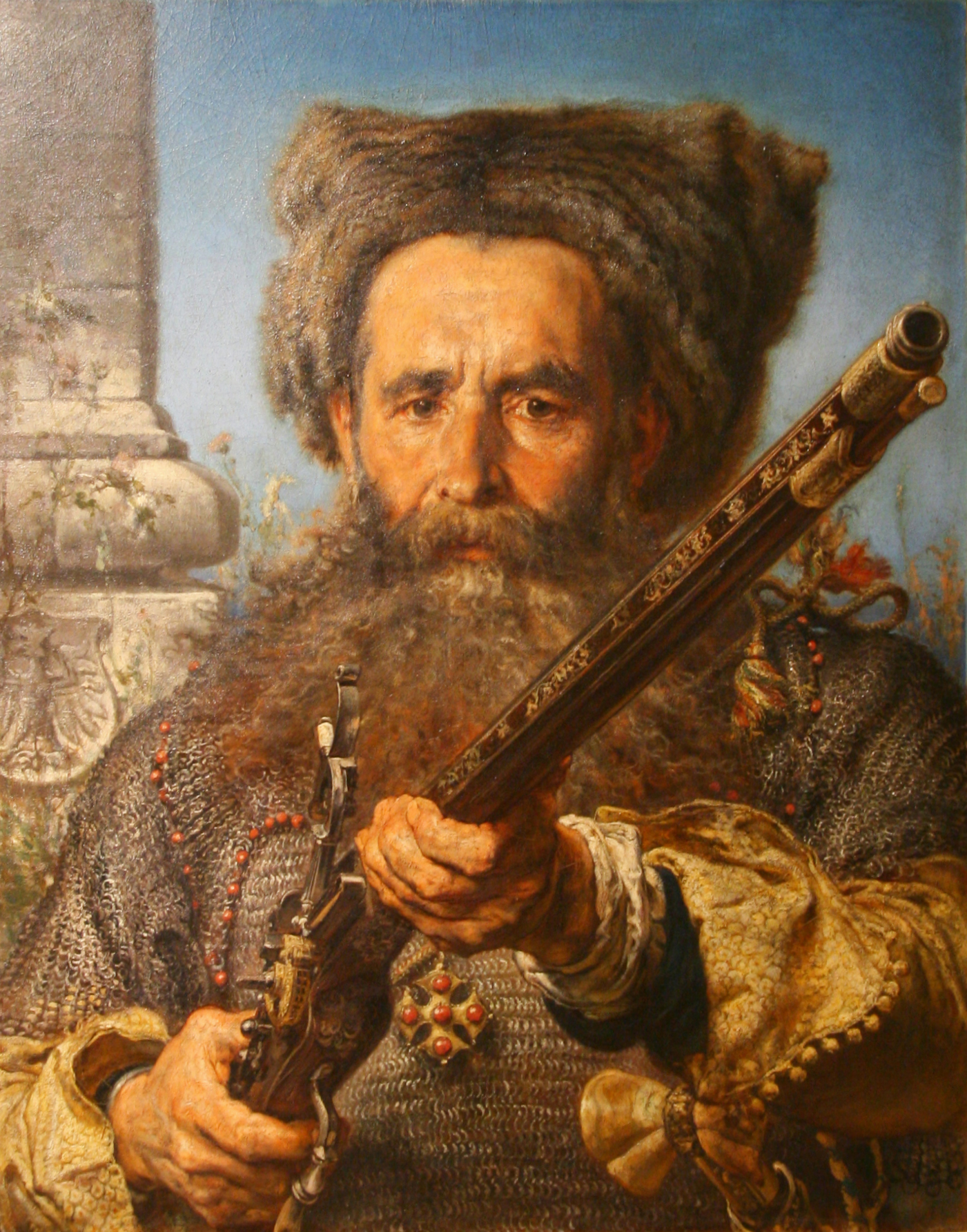
Retrato de Hetman Ostafij Daszkiewicz, Jan Matejko
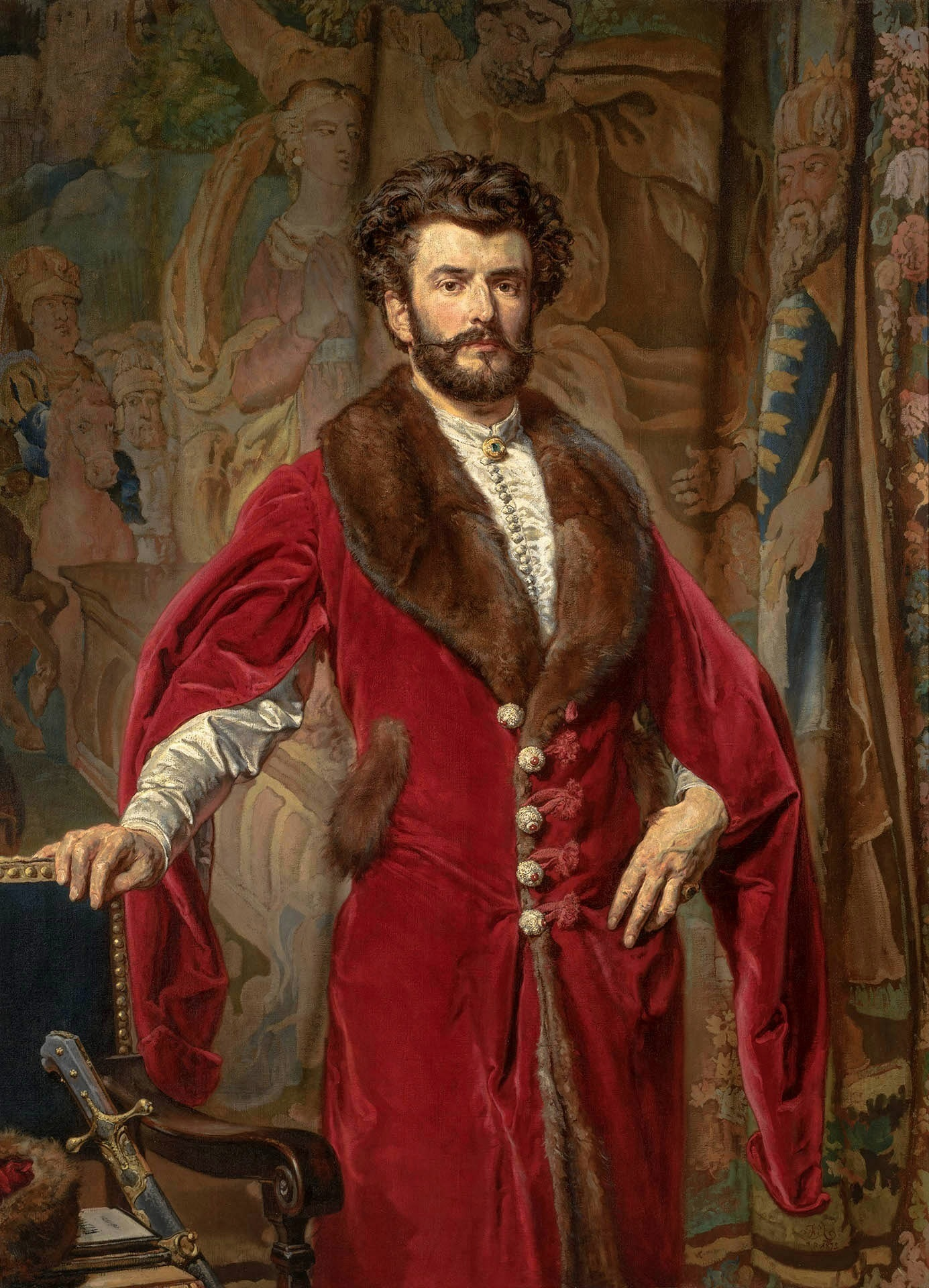
Retrato de Józef Ciechońesquí, Jan Matejko
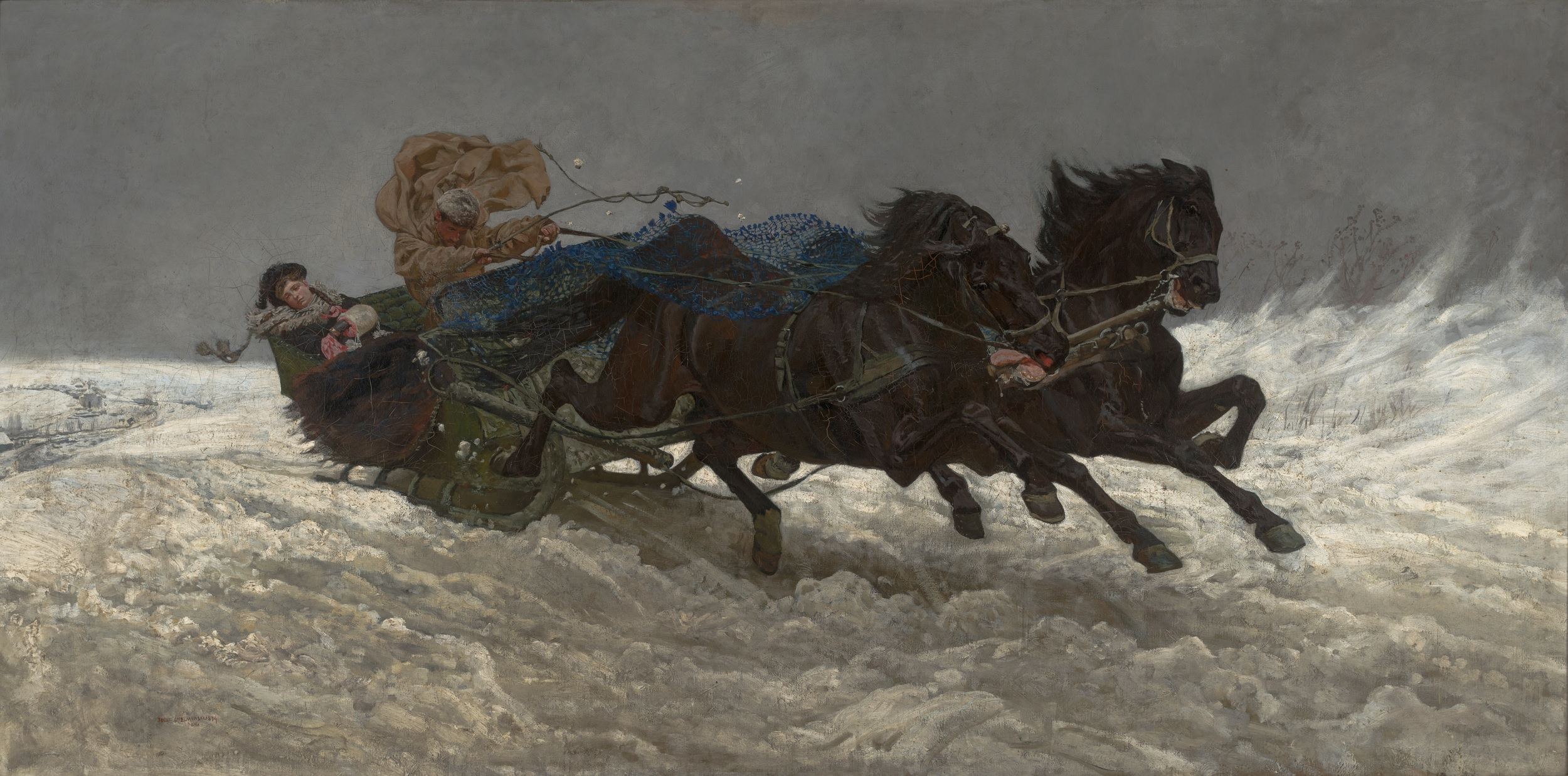
Sleigh Paseo en trineo, Józef Chełmońesquí
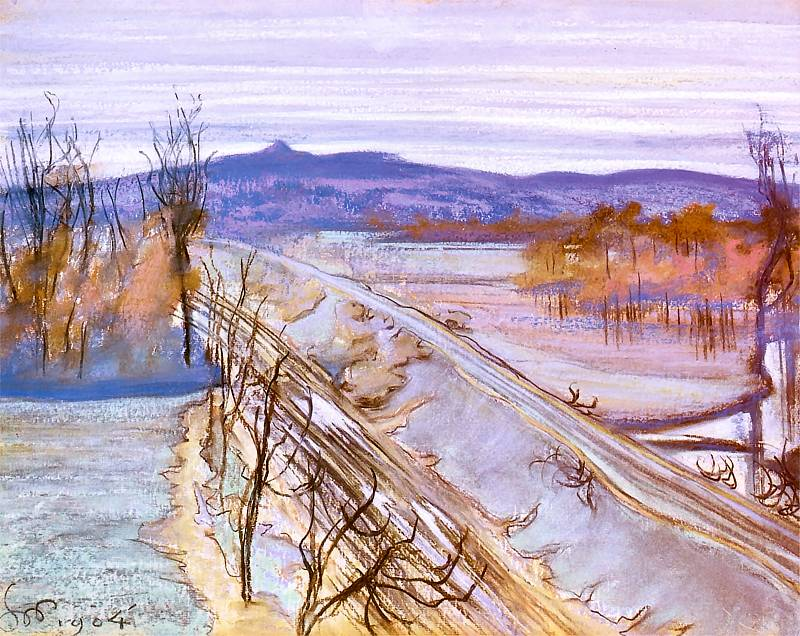
Vista del Monticulo Kościuszko , Stanisław Wyspiańesquí
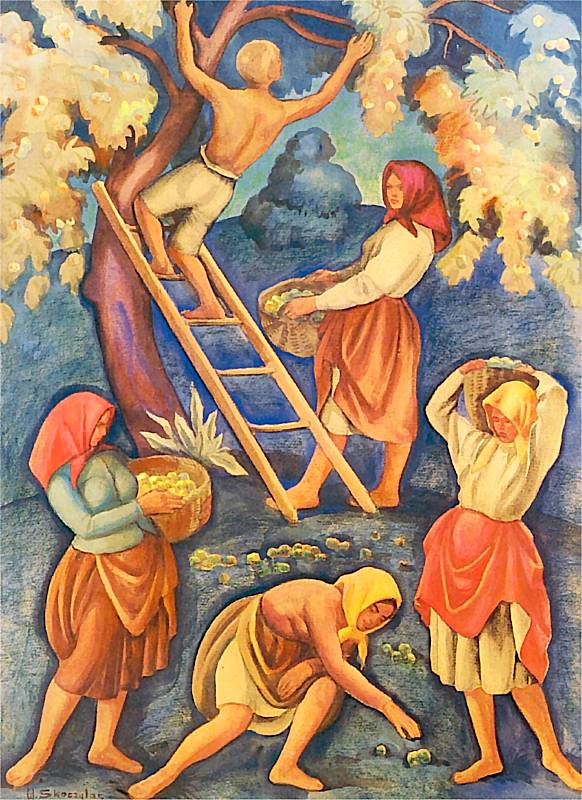
La fruta que elige, Władysław Skoczylas
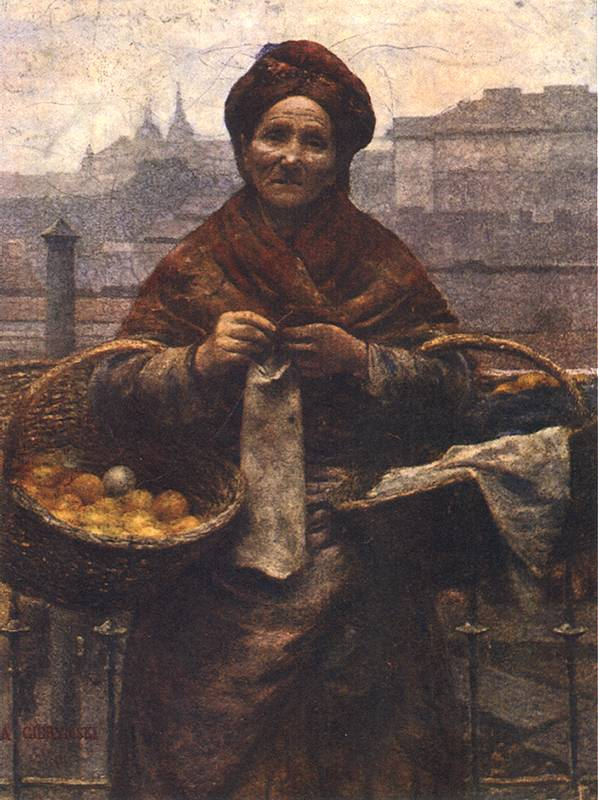
Jewess Con Limones, Aleksander Gierymski
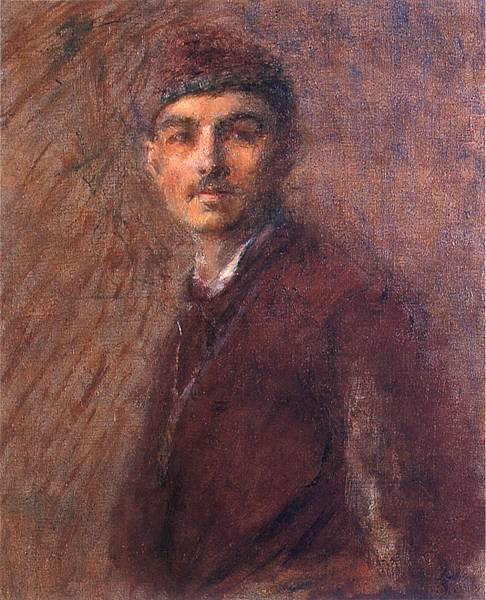
Autorretrato, Władysław Podkowińesquí
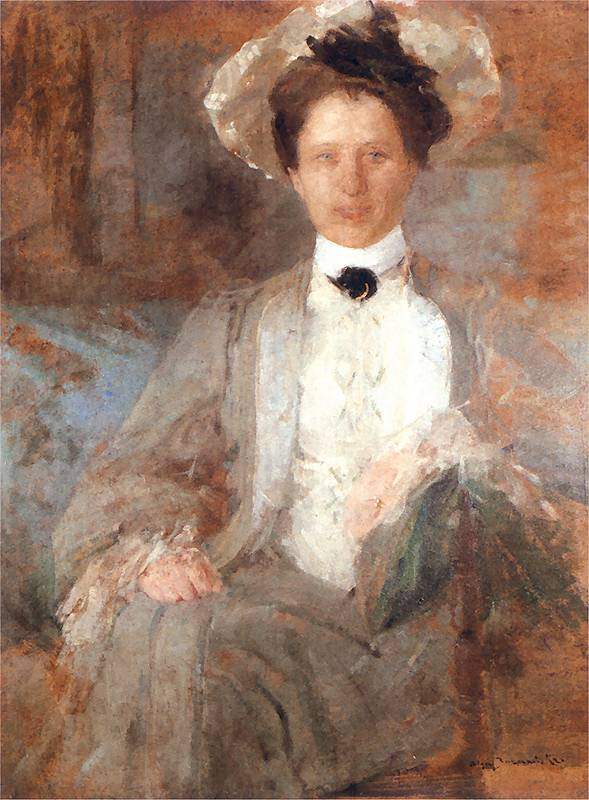
Retrato de una señora en un sombrero, Olga Boznańska
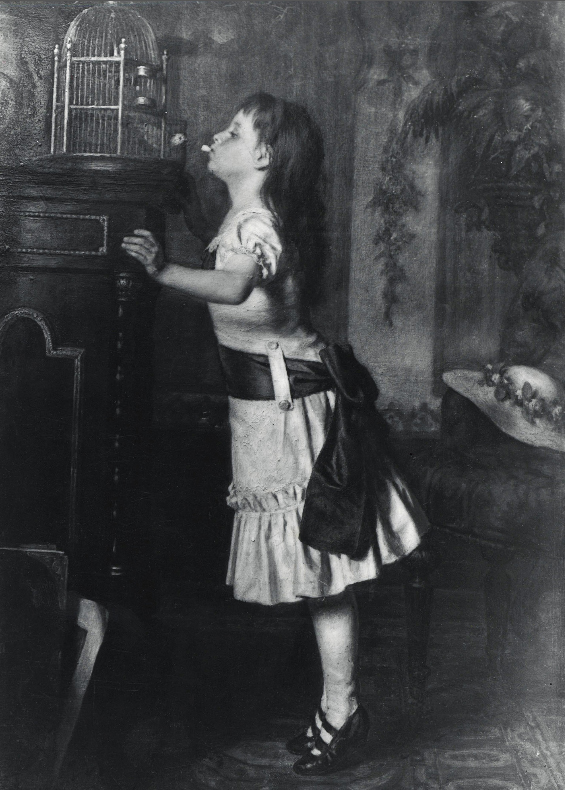
Chica con canary, Leopold Loeffler. Poseído por el Museo, perdido entre 1939 y 1945, devuelto en 2015.